# 阿哲星王子城縣
阿哲星王子城縣（英語：Sahibzada Ajit Singh Nagar district），簡稱SAS城縣（英語：SAS Nagar district），通稱莫哈里縣（英語：Mohali district），是印度的一個縣，位於該國西北部，由旁遮普邦負責管轄，面積1,092平方公里，識字率為84.9%，2001年人口698,317，人口密度每平方公里639人。
阿哲星王子城縣以第十代锡克教古魯戈賓德·辛格之子阿哲·星（Sahibzada Ajit Singh）的名字命名。
阿哲星王子城縣已於2006年4月14日從鲁普纳加尔和伯蒂亚拉獨立劃分為旁遮普邦的第18區，由於與旁遮普首府昌迪加尔相連，且該地區正在發展成為印度北部的主要IT中心，政府基於都市快速發展的需求將其獨立出來。該區包括383個村莊。該地區的重要城鎮是Kharar、Kurali、Mohali、Zirakpur和Dera Bassi。Kharar街區是該區最大的行政單位，有138個村莊，其次是Majri街區，有116個村莊，Derabassi街區有102個村莊。從伯蒂亚拉劃出的阿哲星王子城縣新增27個村莊。
1. ↑  . 旁遮普邦政府網站.   [2022-09-30]. （原始内容存档于2022-12-06）.